# Nhóm Ngân hàng Thế giới
Nhóm Ngân hàng Thế giới (tiếng Anh: World Bank Group, viết tắt WBG) là một tổ chức tài chính đa phương có mục đích trung tâm là thúc đẩy phát triển kinh tế và xã hội ở các nước đang phát triển bằng cách nâng cao năng suất lao động ở các nước này.

## Sơ lược
Nhóm Ngân hàng Thế giới bao gồm năm tổ chức tài chính thành viên, đó là Ngân hàng Quốc tế Tái thiết và Phát triển, Hội Phát triển Quốc tế, Công ty Tài chính Quốc tế, Trung tâm Quốc tế Giải quyết Mâu thuẫn Đầu tư, và Cơ quan Đảm bảo Đa phương.
- Ngân hàng Quốc tế Tái thiết và Phát triển (IBRD): chính thức thành lập ngày 27/12/1945 với trách nhiệm chính là cấp tài chính cho các nước Tây Âu để họ tái thiết kinh tế sau Chiến tranh thế giới II và sau này là cho phát triển kinh tế ở các nước nghèo. Sau khi các nước này khôi phục được nền kinh tế, IBRD cấp tài chính cho các nước đang phát triển không nghèo.
- Hiệp hội Phát triển Quốc tế (IDA): thành lập năm 1960 chuyên cấp tài chính cho các nước nghèo.
- Tổ chức Tài chính Quốc tế (IFC): thành lập năm 1956 chuyên thúc đẩy đầu tư tư nhân ở các nước nghèo.
- Trung tâm Quốc tế Giải quyết Mâu thuẫn Đầu tư (ICSID): thành lập năm 1966 như một diễn đàn phân xử hoặc trung gian hòa giải các mâu thuẫn giữa nhà đầu tư nước ngoài với nước nhận đầu tư.
- Cơ quan Bảo lãnh Đầu tư Đa phương (MIGA): thành lập năm 1988 nhằm thúc đẩy FDI vào các nước đang phát triển.

Thuật ngữ "Ngân hàng Thế giới" (WB) thường đề cập đến IBRD và IDA.

## Chức năng, nhiệm vụ

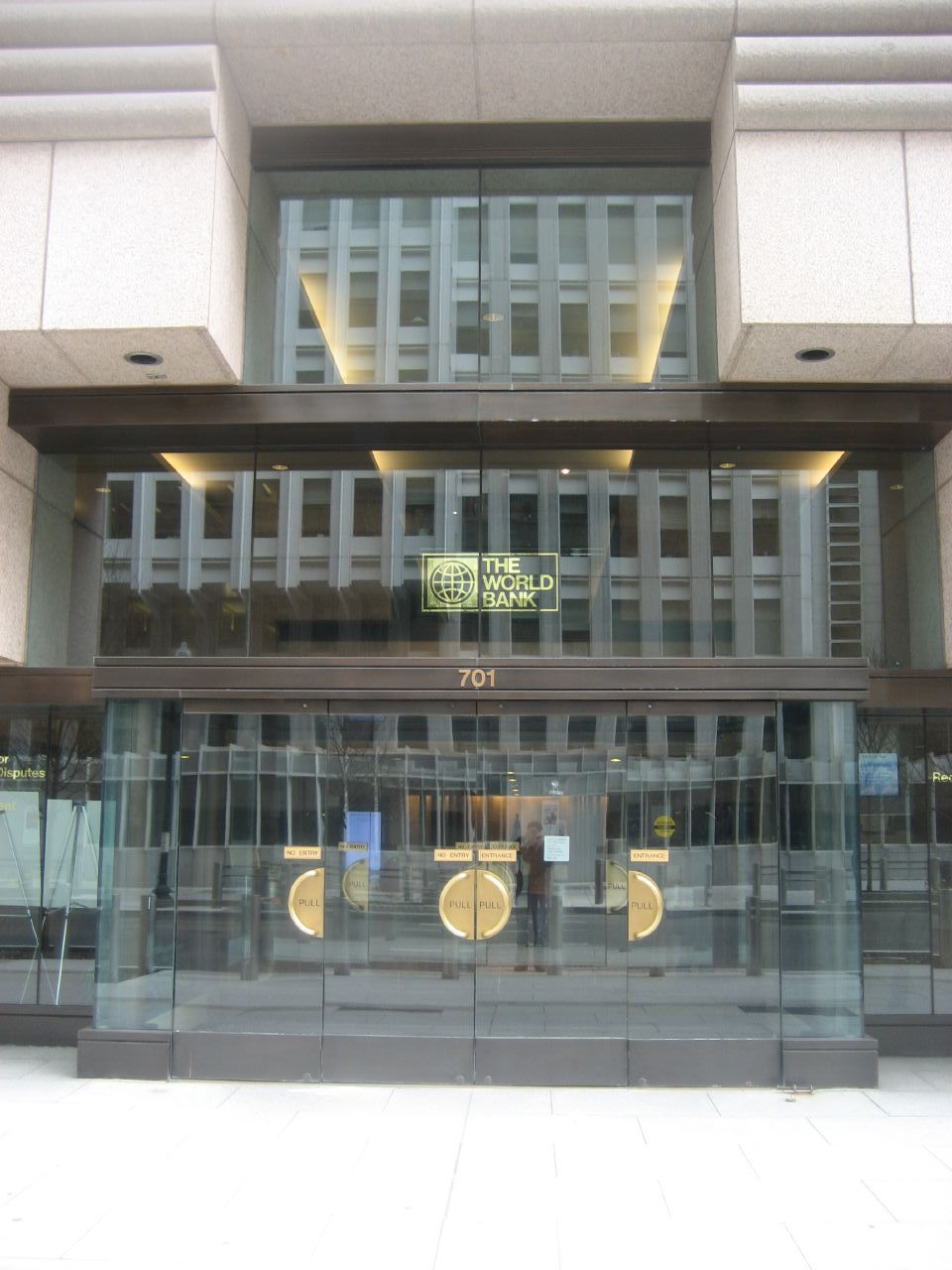
Cổng vào Ngân hàng thế giới

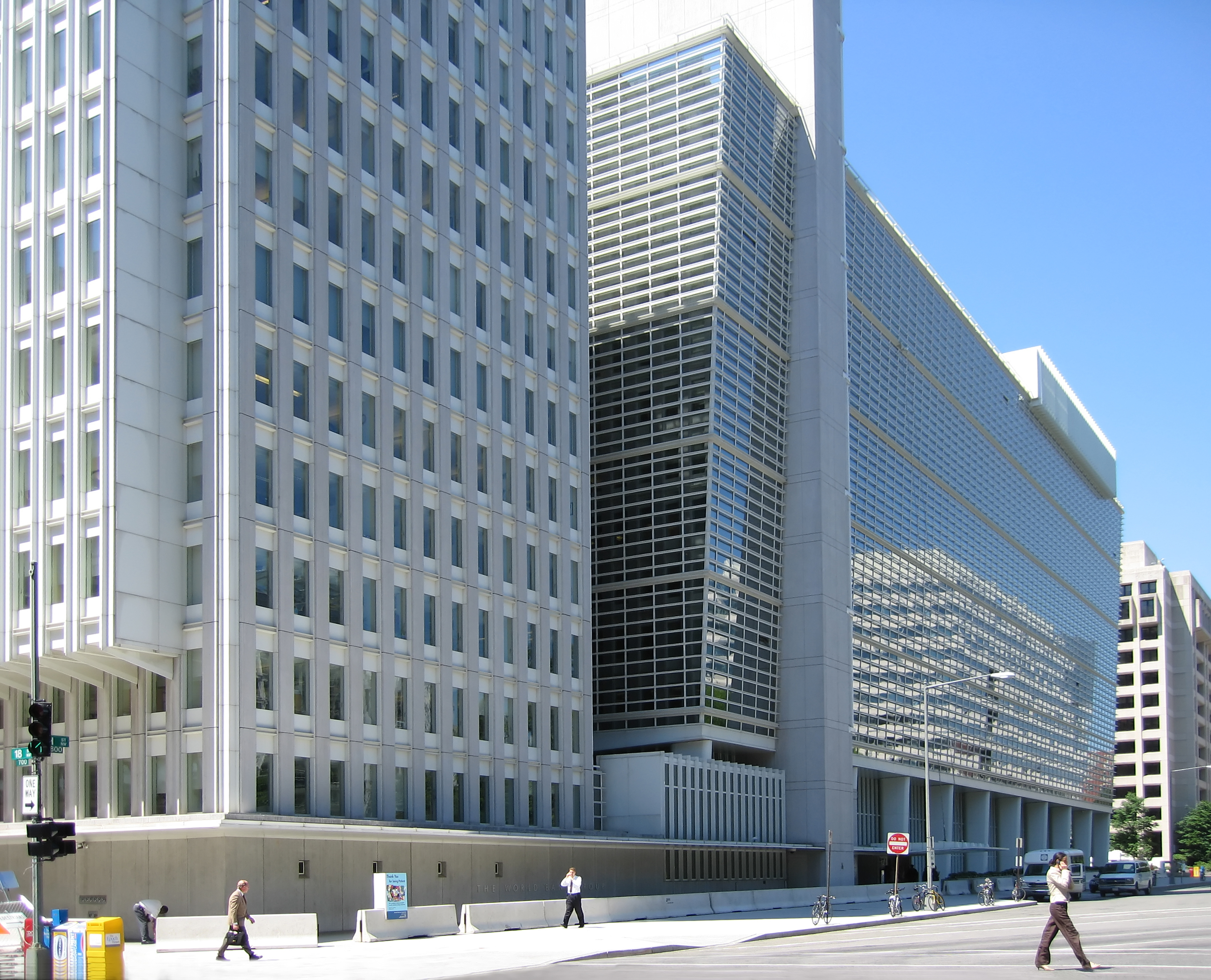
Một tòa nhà Ngân hàng Thế giới tại Washington D.C.

Chức năng của WB được phân công cho các tổ chức thành viên thực hiện.
IBRD và IDA đi vay (phát hành trái phiếu) và cho các nước thành viên vay lại (hiện WB có 188 nước thành viên). Không phải nước thành viên nào cũng được vay WB. Cá nhân và công ty không được WB cho vay. Chính phủ của những nước đang phát triển nhưng có thu nhập quốc dân trên đầu người trên 1305 USD/năm được vay của IBRD. Các khoản vay này có lãi suất chỉ cao hơn lãi suất mà WB đã đi vay một chút. Chính phủ của các nước nghèo, có thu nhập quốc dân trên đầu người dưới 1305 USD/năm (trong thực tế là dưới 805USD/năm) được vay của IDA. Các khoản vay sẽ không đòi lãi suất và có thời hạn lên tới 35-40 năm.
Trong hai thập kỳ đầu kể từ khi được thành lập, IBRD đã dành hơn 2/3 tổng giá trị các khoản cho vay của mình cho các dự án phát triển năng lượng và giao thông vận tải.
Trong hai thập niên 1960 và 1970, các dự án phát triển cơ sở hạ tầng vẫn quan trọng nhất, song hoạt động của IBRD và IDA đã rất đa dạng, từ hỗ trợ giáo dục, y tế, dinh dưỡng, kế hoạch hóa gia đình, đến hỗ trợ phát triển nông thôn và hỗ trợ doanh nghiệp nhỏ. Các hoạt động của IBRD và IDA đều trực tiếp liên quan đến giúp đỡ người nghèo và mang hình thức hỗ trợ tài chính lẫn kỹ thuật.
Từ thập niên 1980, ngoài đầu tư vào vốn vật chất và vốn con người, IBRD và IDA bắt đầu cho vay để cải cách cơ cấu kinh tế và điều chỉnh chính sách ở các nước đang phát triển.
Phản ứng nhạy bén và chú trọng xóa nghèo là các mục tiêu hiện này của IBRD và IDA.
IFC cho các dự án tư nhân ở các nước đang phát triển vay theo giá thị trường nhưng là vay dài hạn hoặc cấp vốn cho họ. Sự tham gia của IFC như một sự bảo đảm đối với các nhà đầu tư khác quan tâm tới dự án và khuyến khích họ đầu tư vào dự án.
MIGA cung cấp những bảo đảm trước các rủi ro chính trị (rủi ro phi thương mại) để các nhà đầu tư nước ngoài yên tâm đầu tư trực tiếp vào các nước đang phát triển.

## Tổ chức bộ máy
WB có hơn 40 văn phòng đặt tại các nước. WB có quan hệ chặt chẽ với IMF.

## Các Tổng giám đốc
Như một thông lệ, các tổng giám đốc của WB đều do đương kim tổng thống Hoa Kỳ chỉ định, và sau đó thường được Đại hội đồng bầu chọn và không có sự phản đối. Điều này ngược với các giám đốc của Quỹ Tiền tệ Quốc tế (IMF) luôn là người châu Âu.
| 12 | Jim Yong Kim       | 7/2012 - Nay   |
| 11 | Robert Zoellick    | 6/2007-6/2012  |
| 10 | Paul Wolfowitz     | 6/2005-6/2007  |
| 9  | James Wolfensohn   | 5/1995–6/2005  |
| 8  | Lewis T. Preston   | 9/1991–5/1995  |
| 7  | Barber B. Conable  | 7/1986–8/1991  |
| 6  | Alden W. Clausen   | 7/1981–6/1986  |
| 5  | Robert S. McNamara | 4/1968–6/1981  |
| 4  | George D. Woods    | 1/1963–3/1968  |
| 3  | Eugene R. Black    | 1949–1963      |
| 2  | John J. McCloy     | 4/1947–6/1949  |
| 1  | Eugene Meyer       | 6/1946-12/1946 |

## Các Nhà kinh tế trưởng của Ngân hàng Thế giới
Nhà kinh tế trưởng của Ngân hàng Thế giới (tên gọi đầy đủ của chức vụ này là "Phó tổng giám đốc phụ trách phát triển và kinh tế học, nhà kinh tế trưởng") là cấp bậc quản lý cao nhất về chuyên môn trong Ngân hàng Thế giới. Người mang chức vụ này là một trong những nhân vật có ảnh hưởng nhất tới kinh tế thế giới, và thường là những học giả kinh tế xuất chúng mới được mời giữ chức vụ này. Chức vụ này bắt đầu có từ năm 1982.
- Anne Krueger - giai đoạn 1982-1986
- Stanley Fischer - 1988-1990
- Lawrence Summers - 1991-1993
- Joseph E. Stiglitz - 1997–2000
- Nicholas Stern - 2000–2003
- François Bourguignon - 2003–nay